# トトガク
トトガク（モンゴル語: Tudγaγ,中国語: 土土哈, 1237年 - 1297年）は、キプチャク部出身で、13世紀末に大元ウルスに仕えキプチャク人軍団の指揮官として活躍した人物。『元史』などの漢文史料では土土哈（tŭtŭhā）、あるいは禿禿哈（tūtūhā）、『集史』などのペルシア語史料ではتوقتاق（tūqtāq）もしくはتوتقاق（tūtqāq）と記される。

## 名称
トトガクの名称は史料によって表記揺れがあり、『元史』では「禿禿哈（tūtūhā）」もしくは「土土哈（tŭtŭhā）」、『集史』ではتوقتاق（tūqtāq)もしくはتوتقاق（tūtqāq）と記され、日本におけるモンゴル史研究者の間でもトゥクトゥカ、トクトガ、トトカと表記が一定しなかった。
しかし、ポール・ペリオが漢文史料との比較からtūtqāqというペルシア語表記が正しい形であると指摘したこと、また杉山正明が『オルジェイトゥ史』にتوتغاق（tūtghāq）という表記があることを紹介しTudγaγという表記こそが正しいと論じたことから、現在のモンゴル史研究者の間では「トトガク（トトカク）」という表記が一般的となりつつある。

## 概要

### 出自
トトガクの先祖は元来キプチャク草原に住まうキプチャク人の首長であったが、モンゴル帝国第二代皇帝オゴデイの治世にバトゥの征西が始まるとモンケ(後の第四代皇帝)率いる部隊の攻撃を受け、時の首長クルスマンは一族郎党を率いてモンケに投降した。モンゴル帝国に投降したクルスマンの一族はモンケの帰還に従ってモンゴル高原に移住し、良質な黒馬乳を産出することから「カラチ（Qarači）」とも呼ばれた。これが、後の「カラチン（ハラチン）部」という名称の語源になる。
クルスマンの息子バルトゥチャクはモンケの弟クビライを総司令とする雲南・大理遠征に従軍して功績を挙げ、またモンケの死後クビライとアリク・ブケの間で帝位継承戦争が勃発すると息子のトトガクとともにクビライ派につき、功績を挙げてクビライから褒賞された。バルトゥチャクが亡くなると息子のトトガクが後を継ぎ、クビライの宿営（ケプテウル）に入ることになった。

### 「シリギの乱」における活躍
それまでモンゴル帝国の中では新参者として軽視されてきたキプチャク軍団とトトガクの名を一躍世に知らしめたのが、至元13年（1276年）に始まる「シリギの乱」であった。これより先、クビライは帝位継承戦争後も唯一自らに従わなかったオゴデイ家のカイドゥに対して自身の第3子ノムガンを総司令とする遠征軍を派遣し、ノムガン軍はカイドゥ討伐のため中央アジアのアルマリクに駐屯した。ところがノムガン軍に所属していた旧アリク・ブケ派の諸王はトク・テムルの呼びかけによってアルマリクにて叛乱を起こし、モンケの息子シリギをカアンに推戴し、ノムガン及びジャライル部のアントン、ココチュら遠征軍の中枢を捕虜とした。
翌至元14年（1277年）、シリギ及びトク・テムルに率いられた反乱軍はモンゴル高原中央部に侵攻し、ケルレン河流域に位置する「チンギス・カンの大オルド（祖宗所御大帳）」を掠奪して去って行った。事態を重く見たクビライはトトガク率いるキプチャク軍を派遣し、モンゴル高原に到着したトトガクは同年3月に早速敵将トルチヤンをナラン・ボラクの地にて破った。同じ頃、モンゴル高原南部ではコンギラト部のジルワダイがシリギの乱に呼応して挙兵し、コンギラト部の本拠地応昌を包囲していた。これを聞いたトク・テムルはジルワダイと呼応して敵軍を挟撃せんと軍を進めたが、道中でトトガクのキプチャク軍と遭遇し、トトガクによって斥候の騎兵数十名を捕らえられてしまったため、トク・テムルは戦わずして退却していった。このトトガクの活躍によってジルワダイは孤立無援に陥り、別働隊の攻撃によってジルワダイの叛乱は鎮圧された。
ジルワダイ討伐を終えて北上してきたアスト軍を率いるバイダルや南宋遠征から召還されたバヤン率いる軍勢とトトガクは合流し、退却するトク・テムルを追ってトーラ河を越え、更にオルホン河に至った所で反乱軍との会戦が行われることになった。オルホン河の戦いでは反乱軍の捕虜になっていたヤクドゥが内部から反乱軍を撹乱したことによって大元ウルス軍が大勝利を収め、奪われていた「チンギス・カンの大オルド」を奪還することに成功した。これ以後、反乱軍は内部分裂によって弱体化し再度攻勢に出ることはなくなる。
至元15年（1278年）、大元ウルスの軍勢が「シリギの乱」鎮圧のため更に北上すると、トトガクもキプチャク人の精鋭千人を率いてこれに従軍した。トトガクはシリギを追ってアルタイ山脈を越え、ジャクルタイ（札忽台）を捕虜とし、コンチェク（寛折哥）らを破り、敵軍の大量の羊馬・輜重を鹵獲した。遠征先から帰還したトトガクに対してクビライは自らこれを労い、金銀酒器及び銀100両・金幣9・歳時預宴只孫冠服全・海東白鶻1を下賜したのみならず、「祖宗武帳（チンギス・カンの大オルド）は人臣が御しうるものではないが、卿はこれを［叛王から］奪還することに成功した。故に今からはこれを卿に授けよう」と述べ、トトガクが奪還した「祖宗所御大帳」をもトトガクに下賜した。

### 「ナヤンの乱」における活躍
至元24年（1287年）、オッチギン家のナヤンはクビライに対する叛乱を企み、モンゴリア東方の諸王に密かに使者を派遣し仲間に引き込もうとした。当時ドゥルダカとともにモンゴリアに駐留していたトトガクはナヤンからカチウン家のシンナカルとコルゲン家のエブゲンに派遣された密使を捕縛し、その企みを尽く把握しクビライに報告した。後にシンナカルはドゥルダカとトトガクの2大将を宴会に招いて謀殺せんとし、ドゥルダカは当初これに応じようとしたが、トトガクが宴に行くことを止め、シンナカルの計画は失敗に終わった（ナヤン・カダアンの乱）。
至元25年（1288年）には同じカチウン家でありながらシンナカルと袂を分かち叛乱に与しなかったエジルが、叛王コルコスンの攻撃に晒される事態に陥った。この報を聞いた皇太子テムル率いる軍勢はエジルの救援のため動き、ウルゲン川にてエブゲン軍を破った。テムル軍はここから更にカラウン（大興安嶺）方面に行軍し、カダアン・トゥルゲンをも撃破した。この頃、トトガクは自らが救ったエジル王の妹タルンを娶っている。
至元26年（1289年）に入ると、今度は晋王カマラの配下に入ってハンガイ山脈方面でカイドゥの軍勢と戦うことになった。カイドゥ軍は先に戦場に辿り着いて有利な陣地を占拠しており、カマラ軍は苦戦を強いられたものの、トトガク率いるキプチャク軍のみが奮戦して敵陣を崩し、カマラを守って退却することに成功した。退却中もカイドゥ軍の騎兵が追撃してきたが、トトガクは伏兵を置くことで追っ手を撃退し、カマラ軍は危地を脱することができた。

### シベリア方面への出兵
至元29年（1292年）、トトガクはユワスとともにアルタイ山脈（金山）に進出し、カイドゥ配下の3千戸を捕虜とする功績を挙げた。その後、アルタイ山脈地方に駐屯するキプチャク軍・アスト軍に対し、今度はキルギス地方（現在のトゥヴァ共和国）に侵攻するよう命が降り、これがイビル・シビルの戦いの幕開けとなる。至元30年（1293年）よりキルギス方面に侵攻を開始したトトガクは、まずケム河（イェニセイ川上流）に沿って北上すると、遭遇した敵兵を尽く捕虜とし兵を率いて同地を鎮撫した。これを聞いたカイドゥ側も兵を率いてケム河流域に侵攻してきたが、トトガクらはこれを撃退して敵将の孛羅察を捕虜とする戦果を挙げた。
至元31年（1294年）にはオルジェイトゥ・カアン（成宗テムル）が即位したが、北辺の状勢を鑑みて朝会への出席が免除された。同年冬に始めてトトガクはオルジェイトゥ・カアンの下に入朝し、多くの褒賞を受け、引き続き北辺に駐屯した。元貞2年（1296年）、カイドゥ配下の多くのヨブクル・ウルス・ブカ・ドゥルダカが帰順すると、これを率いて京師に入朝し、御衣と様々な賞金が与えられた。大徳元年（1297年）正月、銀青栄禄大夫・上柱国・同知枢密院事に封じられ、欽察（キプチャク）親衛都指揮使を拝命され北方に帰る途中、同年2月に61歳にして病死した。「武毅」と諡され、延国公に封ぜられており、金紫光禄大夫・司空が追贈された。

## 家族
トトガクの妻はジャジラト部のタイタニ（太塔你）、バルグト部のウマイ（兀買）、コンギラト部のナンギャジン（嚢加真）、同じくコンギラト部の阿八倫、カチウン家のエジル王の妹のタルンの5名が知られており、この5人は皆後に「句容郡王夫人」に封ぜられたという。
また、トトガクの息子は8人いたことが知られている。

### 長男：タガチャル
定遠大将軍・北庭元帥の地位にあった。

### 次男：タイ・ブカ
ケシク（親衛隊）の一つ、君主の飲食を掌るバウルチ（博児赤）の地位にあった。

### 三男：チョンウル
三男でありながらトトガクの地位を継ぎ、父同様にカイドゥとの戦いで功績を挙げた。

### 四男：ベルケ・ブカ
武略将軍・欽察親軍千戸の地位にあった。

### 五男：テムル・ブカ
武徳将軍・建康廬饒等処哈剌赤戸ダルガチの地位にあった。

### 六男：カルチ
武略将軍・欽察親軍千戸の地位にあった。

### 七男：ヨリク・テムル
武徳将軍・僉武衛親軍都指揮使司の地位にり、また大都屯田事を兼ねていた。

### 八男：ダルグルバン
昭勇大将軍・欽察親軍都指揮使の地位にあった。

## キプチャク部クルスマン家
- 欽察国王クルスマン（Qurusman ＞忽魯速蛮/hūlŭsùmán）
  - 欽察国王バルトゥチャク（Baltučaq ＞班都察/bāndōuchá）
    - 昇王トトガク（Tudγaγ ＞土土哈/tŭtŭhā,توتقاق/tūtqāq）
      - 定遠大将軍・北庭元帥タガチャル（Taγačar ＞塔察児/tǎcháér）
      - 御位下博児赤タイ・ブカ（Tai buqa ＞太不花/tàibùhuā）
      - 句容郡王チョンウル（Čong'ur ＞牀兀児/chuángwùér,جونكقور/jūnkqūr）
        - 武略将軍セヴィンチュ・ブカ（Sevinču buqa ＞小雲失不花/xiǎoyúnshībùhuā）
        - 資徳大夫エルチ・ブカ（Elči buqa ＞燕赤不花/yànchìbùhuā）
        - 太平王エル・テムル（El temür ＞燕帖木児/yàntiēmùér）
          - 中書左丞相タンキシュ（Tangkiš ＞唐其勢/tángqíshì）
          - タラカイ（Taraqai ＞塔剌海/tǎlàhǎi）
          - 皇后ダナシリ（Današiri ＞答納失里/dānàshīlǐ）

        - 宣徽院使サドン（Sadun ＞撒敦/sādūn）
        - 闌遺少監エル・トゥカル（El tuqar ＞燕禿哈児/yàntūhāér）
        - 太禧宗禋院使ダリ（Dari ＞答里/dálǐ）
        - ブベカン（Bübeqan ＞潑皮罕/pōpíhǎn）

      - 武略将軍ベルケ・ブカ（Berke buqa ＞別里不花/chuángwùér）
      - 武徳将軍テムル・ブカ（Temür buqa ＞帖木児不花/tiēmùérbùhuā）
      - 武略将軍カルチ（Qarči ＞歓差/huānchā）
      - 武徳将軍ヨリク・テムル（Yoliγ temür ＞岳里帖木児/yuèlǐtiēmùér）
      - 昭勇大将軍ダルグルバン（Dalgurban ＞断古魯班/duàngŭlŭbān）